# Bina Shah
Bina Shah (nascida em 1972) é uma escritora, colunista e blogueira paquistanesa que vive em Karachi .

## Educação
A mais velha de três filhos, Shah nasceu em Karachi em uma família sindi . Ela obteve um bacharelado em psicologia pela Wellesley College e um mestrado em tecnologia educacional pela Harvard Graduate School of Education, EUA.

## Publicações
Shah é autor de quatro romances e duas coletâneas de contos. Ela foi publicada em inglês, italiano, francês, espanhol, dinamarquês, chinês, alemão, turco e vietnamita. Seu romance Slum Child foi publicado em 2008, enquanto um romance de ficção histórica sobre Sindh, A Season For Martyrs foi publicado em 2014 pela Delphinium Books. Sua ficção e não ficção apareceu em Granta, The Independent, Wasafiri, Critical Muslim, InterlitQ, Istanbul Review, Asian Cha e a coleção And the World Changed.
Shah trabalhou escrevendo artigos de opinião colaborador de 2013-2015 para o International New York Times e um colunista de opinião para Dawn, um jornal no Paquistão publicado em Karachi. Atualmente ela também escreve uma coluna para a seção Livros e Autores da Dawn. Ela escreveu para Al Jazeera, The Huffington Post, The Guardian, e The Independent .
Shah escreve extensivamente sobre a cultura e a sociedade paquistanesas, os direitos das mulheres, a educação das meninas e questões relativas à tecnologia, educação e liberdade de expressão. Suas colunas e seu blog The Feministani estabeleceram Shah como uma das principais feministas e comentaristas culturais do Paquistão. Ela é uma convidada frequente na BBC, PRI 's The World e NPR .

## livros
O primeiro livro de Shah, um volume de contos chamado Animal Medicine, foi publicado em 2000. Seu primeiro romance, Where They Dream in Blue, foi publicado pela Alhamra em 2001. Um segundo romance, The 786 Cybercafé, foi publicado pela Alhamra em 2004. Em 2005, seu conto "The Optimist" foi publicado na antologia And the World Changed (Women Unlimited/OUP); um ensaio chamado "A Love Affair with Lahore" foi publicado em uma antologia editada por Bapsi Sidhwa chamada City of Sin and Splendor - Writings on Lahore (Penguin India - título paquistanês Beloved City -— OUP). Em 2007, Alhamra publicou sua segunda coleção de contos, Blessings .
O terceiro romance de Shah, Slum Child, foi publicado na Índia pela Tranquebar, uma marca da Westland-Tata, em 2010. Uma versão em italiano foi publicada em 2009 sob o título La Bambina Che Non Poteva Sognare pela Newton Compton Editori na Itália, onde alcançou o número 3 na lista de livros mais vendidos, e vendeu mais de 20.000 cópias. Foi publicado em espanhol pela Grijalbo, um selo da Random House Mondadori, em junho de 2011.
O quarto romance de Shah, A Season For Martyrs, foi publicado pela Delphinium Books (novembro de 2014) com aclamação da crítica. Também foi publicado na Itália por Newton Compton como Il Bambino Che Credeva Nella Libertà em 2010. Por este romance, Shah recebeu o Premio Internazionale na categoria Un Mondi di Bambini do Festival Literário da Costa Almalfitana em 2010, por ficção traduzida.
O quinto romance de Shah , Before She Sleeps, um romance distópico feminista, foi publicado pela Delphinium Books em 2018. Um trecho do romance foi apresentado na edição especial do 70º aniversário do Dawn no Paquistão, "Setenta + Setenta". O romance foi elogiado por Margaret Atwood no Twitter como "um novo ângulo fascinante sobre 'trabalho emocional'". O jornal americano Los Angeles Times é "carregado e emocionante". Before She Sleeps foi reconhecida como parte de um novo cânone de distopia feminista pioneira da autora vencedora do Booker Prize Margaret Atwood e relevante para a luta global pelos direitos e empoderamento das mulheres em todo o mundo, bem como uma parte importante do movimento #MeToo. O romance de Shah também foi considerado notável porque se destacou da maioria das distopias feministas centradas no Ocidente, descrevendo uma sociedade futurista no Oriente Médio, onde as mulheres são forçadas a casamentos polígamos por um governo autoritário em uma sociedade devastada pela guerra e pela doença.